# مزيج سلعي
السياسة السلعية أوالمزيج السلعي أو مزيج المنتجات هو مجموعة السلع التي تسوقها منظمة معينة والتي يوجد بينها ارتباط من حيث ما يلي:
1. أشباع حاجات معينة
2. تباع لنفس المجموعة من المشترين
3. تباع من منافذ بيع واحدة
4. أسعارها متقاربة

## خصائص المزيج السلعي
1. الاتساع (التنويع): أي تعدد خطوط الإنتاج (ثلاجات-غسالات)
2. العمق (التشكيل): أي تعدد السلع في كل خط إنتاج، أي تكون السلع لها احجام وأشكال وألوان مختلفة
3. الأتساق (الأرتباط): أي الترابط بين خطوط الإنتاج مع بعضها البعض طبقا للعناصر السابق الإشارة إليها